# Acarterus darwini
Acarterus darwini är en tvåvingeart som beskrevs av Sinclair 1996. Acarterus darwini ingår i släktet Acarterus och familjen puckeldansflugor. Inga underarter finns listade i Catalogue of Life.